# Hôtel de ville de Cahors
L'hôtel de ville de Cahors est un monument historique situé au 73, boulevard Léon-Gambetta à Cahors dans le Lot.

## Historique
L'hôtel de ville comprend deux édifices. Le premier se compose de deux maisons construites XVIIe siècle, le second a été construit sur le boulevard Gambetta entre 1839 et 1841 par l'architecte de la ville Charles Hector Malo.

## Protection
Le bâtiment a été inscrit au titre des monuments historiques le 20 octobre 1975.